# Honda Elysion
Der in den Vereinigten Staaten gebaute Honda Odyssey, in Japan unter dem Namen Honda Lagreat verkauft, erhielt 2004 ein Nachfolgemodell, den Honda Elysion. Dieser wurde auf der Tokyo Motor Show im Oktober 2003 präsentiert und kam in Japan am 13. Mai 2004 in den Handel.

## Erste Generation (2004–2015)
Verglichen mit dem Vorgänger Lagreat ist der Elysion deutlich kürzer, hat jedoch acht Sitzplätze. Als Antrieb gibt es einen 2,4-Liter-Vierzylinder-K24A (DOHC 160) sowie den 3,0-Liter-V6 J30A (250 PS), wobei der V6-Motor eine Zylinderabschaltung verwendet.
Neben elektrischen Schiebetüren gibt es um 180 Grad drehbare Sitze für die zweite Reihe und wahlweise Allradantrieb.
Am 7. Juni 2012 kam der Elysion in China auf den Markt. Produziert wird er für diesen Markt von Dongfeng-Honda. Parallel zum Elysion ist auch der Odyssey erhältlich. Im Oktober 2013 stoppte Honda die Produktion und den Verkauf in Japan, in China wird das Fahrzeug weiterhin gebaut.

## Zweite Generation (seit 2015)
Die zweite Generation des Elysion debütierte auf der Guangzhou Auto Show im November 2015 und wird in China seit dem 9. Januar 2016 verkauft. Sie basiert auf der fünften Generation des Odyssey.

### Technische Daten (China)
|                                             | Elysion                  | Elysion Hybrid              |
| Bauzeitraum                                 | 01/2016–11/2019          | seit 11/2019                |
| Motorkenndaten                              |                          |                             |
| Motortyp                                    | R4-Ottomotor             | R4-Ottomotor + Elektromotor |
| Hubraum                                     | 2356 cm³                 | 1993 cm³                    |
| Verdichtungsverhältnis                      | 11,1 : 1                 | 13,5 : 1                    |
| max. Leistung Verbrennungsmotor bei min−1   | 137 kW (186 PS) bei 6400 | 107 kW (145 PS) bei 6200    |
| max. Leistung Elektromotor                  | —                        | 135 kW (184 PS)             |
| max. Drehmoment Verbrennungsmotor bei min−1 | 243 Nm bei 3900          | 175 Nm bei 3500             |
| max. Drehmoment Elektromotor                | —                        | 315 Nm                      |
| Kraftübertragung                            |                          |                             |
| Antrieb, serienmäßig                        | Vorderradantrieb         | Vorderradantrieb            |
| Getriebe, serienmäßig                       | Stufenloses Getriebe     | Stufenloses Getriebe        |
| Messwerte                                   |                          |                             |
| Höchstgeschwindigkeit                       | 199 km/h                 | 160 km/h                    |
| Beschleunigung, 0–100 km/h                  | 11,9 s                   | 9,1 s                       |
| Kraftstoffverbrauch auf 100 km              | 7,6–7,9 l Super          | 5,9 l Super                 |
| Leergewicht                                 | 1860–1925 kg             | 1941 kg                     |
| Tankinhalt                                  | 55 l                     | 50 l                        |